# Siculifer bilineatus
Siculifer bilineatus là một loài bướm đêm thuộc phân họ Arctiinae, họ Erebidae.